# Viçens Ruiz
Vicenç Ruiz Torruella  (nacido el 31 de octubre de 1991 en Tarrasa, Barcelona) es un jugador de hockey sobre hierba español. Disputó los Juegos Olímpicos de Río de Janeiro 2016 con España, obteniendo un quinto puesto y diploma olímpico.

## Participaciones en Juegos Olímpicos
- Río de Janeiro 2016, puesto 5.
- Tokio 2020,  puesto 8.